# William Conway (zoologiste)
Pour les articles homonymes, voir William Conway.
William Gaylord Conway, né le 20 novembre 1929 à Saint-Louis et mort le 21 octobre 2021 à New Rochelle, est un zoologiste de nationalité américaine. Il fut le directeur du zoo du Bronx (1962-1999) et le président de la Wildlife Conservation Society (1992-1999).

## Activités
Durant son mandat, William Conway était chargé de la modernisation des installations des animaux présentés au zoo du Bronx et de l'introduction de nouvelles attractions, dont le World of Darkness (Monde des Ténèbres) en 1969 et le World of Birds (Monde des Oiseaux) en 1974.
Conway fut un promoteur de l'exposition zoologique des animaux d'une manière qui recrée l'environnement d'où les espèces sont originaires.
Conway a négocié avec succès l'acquisition par la Société zoologique de New York de trois parcs zoologiques (zoo de Central Park, zoo de Prospect Park, zoo du Queens) auprès du gouvernement municipal de New York en 1981, qui a abouti à un programme de rénovation des attractions pour qu'elles puissent répondre aux exigences modernes en matière de présentation zoologique.
Conway a aussi été à l'avant-garde de la promotion de programmes d'élevage en captivité des espèces menacées. Il était responsable de la création du Wildlife Propagation Trust en 1964, dans lequel un réseau de parcs zoologiques ont collaboré avec le double objectif de préserver des espèces en péril et éventuellement de réintroduire les animaux pour un retour à l'état sauvage.
Conway a également été chargé de diriger le développement du  programme d'accréditation de l'American Zoo and Aquarium Association. Il a rédigé plus de 200 articles et rapports relatifs à la conservation de la faune, l'ornithologie, la propagation des soins aux animaux sauvages et la préservation écologique.

## Chronologie
- 1956-1958 : adjoint au curateur des oiseaux au zoo du Bronx
- 1958-1966 : curateur des oiseaux au zoo du Bronx
- 1961-1962 : directeur adjoint du zoo du Bronx
- 1962-1999 : directeur du zoo du Bronx (devenu en 1993, l'International Wildlife Conservation Park)
- 1966-1999 : directeur général de la Société zoologique de New York
- 1992-1999 : président de la Société zoologique de New York (devenue en 1993, la Wildlife Conservation Society)
- 1999 : départ en retraite[7]

## Publications
- « The Opportunity for Zoos to Save Vanishing Species », dans Oryx, vol. 9, n° 2, septembre 1967, pp. 154-160. DOI 10.1017/S0030605300006189
- « How to Exhibit a Bull Frog : A Bed-time Story for Zoo Men », dans Curator, vol. 11, n° 4, 1968, pp. 310-318.
- « Zoos : Their Changing Roles », dans Science, vol. 163, n° 3862, 3 janvier 1969, pp. 48-52. DOI 10.1126/science.163.3862.48
- « Zoo and Aquarium Philosophy », dans K. Sausman (éd.), Zoological Park and Aquarium Fundamentals, American Association of Zoological Parks and Aquariums, Wheeling, West Virginia, 1982, pp. 3-12.
- « The practical difficulties and financial implications of endangered species breeding programmes », dans International Zoo Yearbook, vol. 24/25, n° 1, 1986, pp. 210-219. DOI 10.1111/j.1748-1090.1985.tb02541.x
- « Beyond Noah's Ark : The evolving role of modern zoological parks and aquariums in field conservation », avec Michael Hutchins, dans International Zoo Yearbook, vol. 34, n° 1, 1995, pp. 117-130. DOI 10.1111/j.1748-1090.1995.tb00669.x
- « The Conservation Park : A New Zoo Synthesis for a Changed World », dans Christen M. Wemmer (éd.), The Ark Evolving : Zoos and Aquariums in Transition, Smithsonian Institution Conservation and Research Center, Front Royal, Virginia, 1995, pp. 259-276.
- « Zoo Conservation and Ethical Paradoxes », dans Bryan G. Norton, Michael Hutchins, Elizabeth F. Stevens et Terry L. Maple (éd.), Ethics on the Ark : Zoos, Animal Welfare, and Wildlife Conservation, Smithsonian Institution Press, Washington, 1995, p.1-9  (ISBN 1-56098-515-1).
- « Wild and Zoo Animal Interactive Management and Habitat Conservation », dans Biodiversity and Conservation, vol. 4, n° 6, 1995, pp. 573-594.
- « From Zoos to Conservation Parks », dans Michael Nichols (éd.), Keepers of the Kingdom : The New American Zoo, Thomasson-Grant and Lickle, Charlottesville, Virginia, 1996, pp. 27-34.
- The Changing Role of Zoos in International Conservation and the WCS, Society for Conservation Biology Newsletter, 5 mai 1997.
- « The changing role of zoos in the 21st century », Proceedings of the 54th World Zoo Organisation Annual Conference, Pretoria, South Africa, 1999.
- « The Role of Zoos in the 21st Century », dans News, n° 29, EAZA, 2000, pp. 8-13 ; dans International Zoo Yearbook, vol. 38, n° 1, 2003, pp. 7-13. DOI 10.1111/j.1748-1090.2003.tb02059.x
- « Buying time for wild animals with zoos », dans Zoo Biology, vol. 30, n° 1, 2011, pp. 1–8. DOI 10.1002/zoo.20352